# Chelsea (Alabama)
Chelsea – miasto w stanie Alabama, hrabstwie Shelby. W 2019 roku miasto osiągnęło ponad 14 tys. mieszkańców i należy do najszybciej rozwijających się miast stanu Alabama. 